# Célio Silva (advogado)
Célio Silva (São Paulo, 29 de março de 1925 – 27 de junho de 2016) foi um advogado brasileiro.
Filho de Brasílio Silva e de Joana Caputi Silva.
Bacharelou-se em direito pela Faculdade de Direito da Universidade de São Paulo em 1950. Em janeiro de 1961 foi para Brasília. Em 15 de março de 1990 assumiu o cargo de Consultor Geral da República, sucedendo ao jurista Clóvis Ferro Costa.
Após o impeachment de Collor, Célio Silva deixou a Consultoria Geral da República em outubro, sucedido por José de Castro Ferreira.